# Familisten
Die Familisten (lateinisch familia caritatis, Liebesbrüderschaft, in England Family of Love) waren eine religiöse Gruppierung mystischer Richtung, die im 16. Jahrhundert und 17. Jahrhundert in Holland und England aufkam.
Der Stifter der Familisten ist Heinrich Niclaes (* etwa 1501 in Münster), ein Schüler von David Joris. Niclaes wirkte in den bedeutendsten Städten der Niederlande, dann 20 Jahre in Emden (Ostfriesland) und vorübergehend auch in England (wo die Schwerpunkte der Familisten in East Anglia lagen), als Königin Elisabeth I. 1580 seine Schriften verbrennen ließ.
Die Familisten sahen das Wesen der Religion in der Liebe, ihnen waren Zeremonien oder Glaubenssätze gleichgültig. Pro forma gehörten sie zumeist der jeweiligen (katholischen oder anglikanischen) Staatskirche an. Um die Mitte des 17. Jahrhunderts verschwanden die Familisten.
Ob die englischen Familisten in den Quäkern aufgegangen sind oder deren Theologie beeinflusst haben, ist in der Forschung umstritten.